# Liste der Bibelausgaben auf dem Gebiet der Nordkirche
Diese Liste der Bibelausgaben auf dem Gebiet der Nordkirche führt diejenigen historisch bedeutsamen Bibelausgaben auf, die im Laufe der Zeit durch Bibelinteressierte und Bibelgesellschaften auf dem Gebiet der Nordkirche entstanden sind und überregionale Bedeutung erlangten.

## Historisch bedeutsame Bibelausgaben
- Hamburger Bibel (1255) oder Bertoldus-Bibel
- Lübecker Bibel (1494)
- Hamburger Neues Testament (1523, niederdeutsch)[1]
- Lübecker Bibel (1533/34) oder Bugenhagenbibel
- Barther Bibel (1588)
- Hamburger Neues Testament (1597, hochdeutsch)[2]
- Schleswiger Bibel (1664)
- Ratzeburger Bibeln (1692, niederdeutsch[3]; 1695[4] und 1702[5], hochdeutsch)
- Altonaer Bibel (1815)